# 法姆雄
法姆雄（法語：Famechon，法語發音：[famʃɔ̃]）是法国上法蘭西大區索姆省的一个市镇，属于亚眠区。

## 地理
法姆雄（49°45'37"N, 2°2'27"E）面积4.84 平方千米，位于法国上法蘭西大區索姆省，该省份为法国北部沿海省份，北起加来海峡省和北部省，西接滨海塞纳省和大西洋英吉利海峡，南至瓦兹省，东临埃纳省。
与法姆雄接壤的市镇（或旧市镇、城区）包括：贝尔日库尔、布朗日苏普瓦、弗雷蒙捷、穆瓦延库尔莱普瓦。

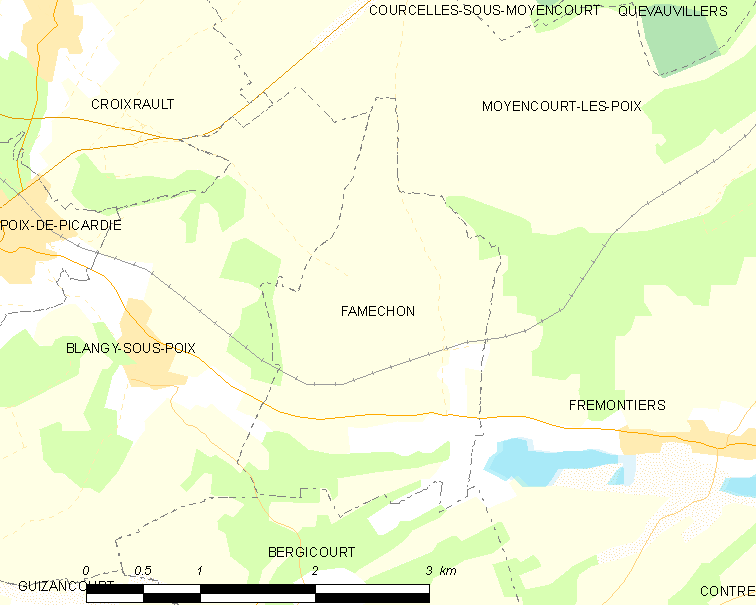
法姆雄的OSM定位图

法姆雄的时区为UTC+01:00、UTC+02:00（夏令时）。

## 行政
法姆雄的邮政编码为80290，INSEE市镇编码为80301。

## 政治
法姆雄所属的省级选区为皮卡第地区普瓦县。

## 人口

1962-2008年间法姆雄人口变化图示

法姆雄于2022年1月1日时的人口数量为277人。